# Rieseberg
Rieseberg este o arie protejată (sit de importanță comunitară — SCI) din Germania întinsă pe o suprafață de 177 ha, integral pe uscat.

## Localizare
Centrul sitului Rieseberg este situat la coordonatele 52°17′15″N 10°46′06″E / 52.2875°N 10.7683°E.

## Înființare
Situl Rieseberg a fost declarat sit de importanță comunitară în octombrie 1998 pentru a proteja 1 specie de plante.

## Biodiversitate
Situată în ecoregiunea atlantică, aria protejată conține 3 habitate naturale: Pajiști uscate seminaturale și facies de acoperire cu tufișuri pe substraturi calcaroase (Festuco-Brometalia) (* situri importante pentru orhidee), Păduri de fag Asperulo-Fagetum, Păduri de stejar și carpen Galio-Carpinetum.
La baza desemnării sitului se află o specie protejată de  plante: papucul doamnei (Cypripedium calceolus).
Pe lângă speciile protejate, pe teritoriul sitului au mai fost identificate 7 specii de plante.